# 신학준
신학준(申鶴俊)은 조선시대의 판소리 명창이다. 동편제 판소리로 이름을 날렸으나, 50살의 나이로 세상을 떠났다. 《수궁가》를 잘하였고 특히, 용왕이 세상에 갔다 온 별주부를 맞는 대목을 잘하였다.